# Andy Powell
Pour les articles homonymes, voir Powell.

a Compétitions nationales et continentales officielles uniquement.

b Matchs officiels uniquement.
Dernière mise à jour le 12 juillet 2023.
Andrew Thomas Powell dit Andy Powell, né le 23 août 1981 à Brecon, est un joueur international gallois de rugby à XV évoluant au poste de troisième ligne centre.

## Biographie
Andy Powell débute avec le pays de Galles lors de la tournée d'automne 2008 face aux Springboks à vingt-sept ans. Il évolue en club avec les Cardiff Blues avant de rejoindre en 2010 les London Wasps.
En octobre 2016, à la suite d'une blessure au genou importante, il prend sa retraite de rugbyman professionnel.

## Palmarès

### En club

#### À XV
- Vainqueur de la Coupe anglo-galloise en 2009 avec les Cardiff Blues.
- Finaliste de la Coupe anglo-galloise en 2013 avec les Sale Sharks.

#### À XIII
- Vainqueur de la Super League en 2013 avec les Wigan Warriors.
- Finaliste de la Super League en 2014 avec les Wigan Warriors.

### En sélection nationale
- Vainqueur du Tournoi des Six Nations en 2012 (Grand Chelem) avec le pays de Galles.

## Statistiques en équipe nationale
- 23 sélections
- 5 point (1 essai)
- Sélections par année : 4 en 2008, 8 en 2009, 4 en 2010, 6 en 2011, 1 en 2012
- Tournois des Six Nations disputés : 2009, 2010, 2011, 2012
- En Coupe du monde :
  - 2011 : 4 matchs (Samoa, Namibie, Fidji et Australie)